# 胡忻
胡忻（1556年—1616年），字慕之，號春寰，陕西巩昌府秦州軍籍。明朝政治人物、進士出身。

## 生平
萬曆四年（1576年）丙子科陕西鄉試舉人，十七年（1589年）登己丑科進士，初授山西临汾县知县，刑清政简，官民亲若父子。三十年擢爲工科给事中。三十四年正月，升兵科右给事中，二月改左给事中，八月典試湖廣。时三殿大工方兴，阉商扶同破冒几百万，忻疏发其奸，请躬往检稽，遂减费十之五。李廷机、朱赓皆以沈一贯牵引入阁，赓独踞相位尤久，忻皆抗疏论列。李三才以劲直为言者诬诋，特疏救之。其论陵寝、河工诸疏，尤切中事宜。三十六年，升禮科给事中。请郊祀，请日讲，请定储，谏矿税，疏凡数十上，直声震朝野。神宗为撤回税监梁永，且除秦州矿税。晉太常寺少卿署正卿，三疏乞亲郊庙，不报，遂引疾归里卒，父子俱崇祀乡贤。著有《欲焚草》四卷。

## 家族
父胡来缙，字仲章，号东泉，嘉靖戊午科舉人，官山西按察副使。